# ヨーロッパラリー選手権
FIA ヨーロッパラリー選手権（FIA European Rally Championship 、ERC, 欧州ラリー選手権）は、国際自動車連盟（FIA）が管轄する地域レベルのラリー選手権の一つ。ヨーロッパ地域を舞台に行われる。

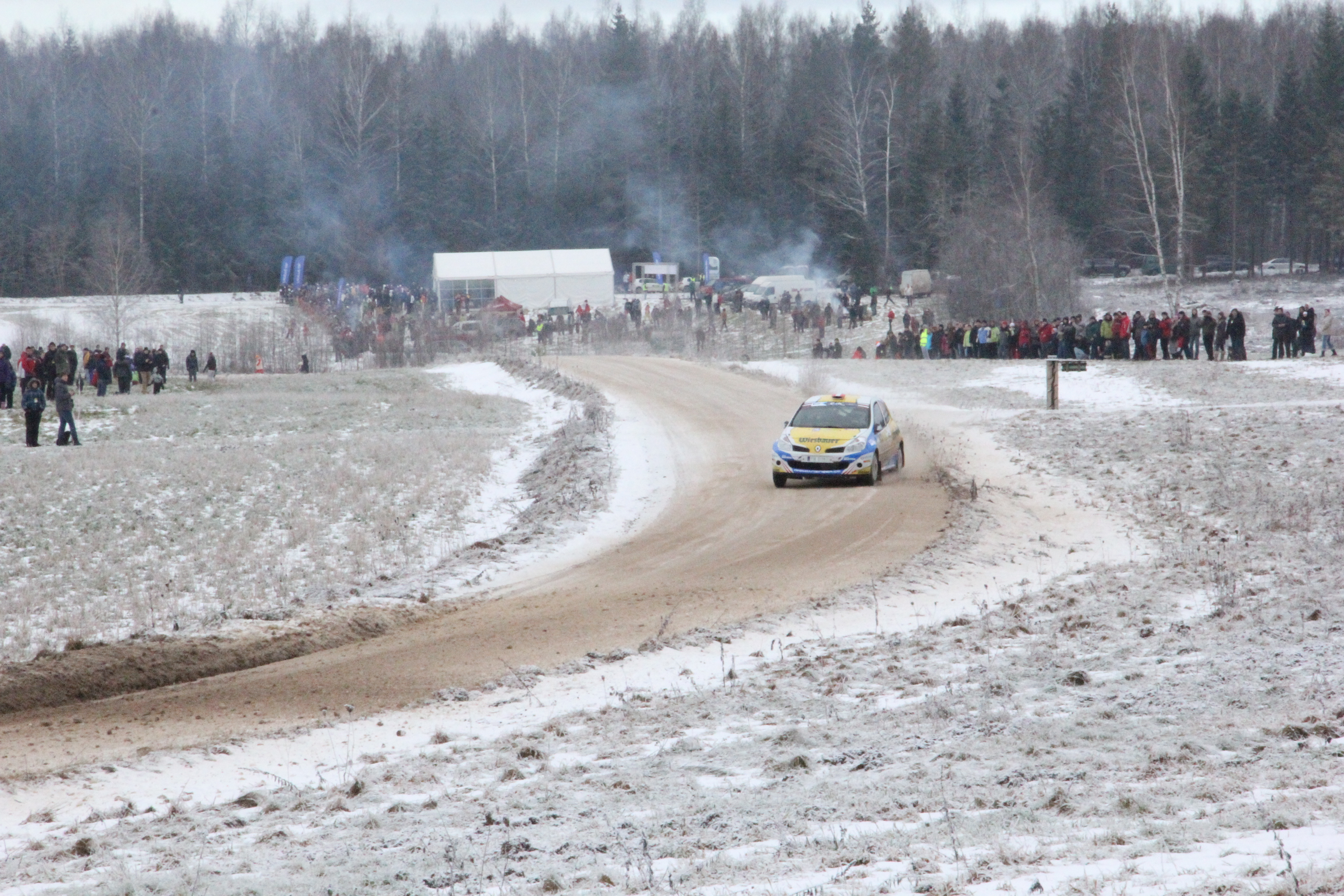
2013年ラトビア

## 歴史
1953年に創設され、世界ラリー選手権 (WRC) より歴史が古い。
2013年より、インターコンチネンタル・ラリー・チャレンジ（IRC）の主催および運営者であるユーロスポーツが本シリーズのプロモーターとなり、IRCは本シリーズに統合されることになった。2022年からは『WRCプロモーター有限会社』が、WRCと共にERCのプロモーターも兼任していくことになる。
クラスは従来は総合の他に、2WD、プロダクションカー、ジュニア、レディースが存在していたが、2019年からはグループR5・スーパー2000車両のERC、4WDのグループN車両、R4キットカー、RGTのERC2、グループR1〜R3車両やスーパー1600、2WDのグループNやグループAのERC3、グループR5車両で28歳以下が対象の「ERC1ジュニア」、グループR2車両で27歳以下が対象の「ERC3ジュニア」、女性が対象の「レディースカップ」に分けられた。ERCジュニアチャンピオンは、来季のWRCの欧州ラウンドの一戦にWRカーで参戦する権利を得る。
2023年にニュージーランド人のヘイデン・パッドンが欧州圏以外の出身のドライバーとして史上初めてチャンピオンとなった。
日本人選手では新井敏弘、奴田原文雄、川名賢、市野諮らの他、勝田貴元、新井大輝、足立さやかがTOYOTA GAZOO Racingの育成プログラムの一環でスポット参戦した。新井大輝はトヨタ放出後もSTARDから「ERC1ジュニア」にシトロエン・C3 R5で出場した。

## 主なラリー
- ラリー・ブルガリア
- アクロポリスラリー
- ラリー・エストニア
- ラリー・サンレモ
- キプロス・ラリー
- ラリー・ポーランド

## 歴代チャンピオンドライバー
| Season | Season | ドライバー                     | 車種                                                            |
| ------ | ------ | ------------------------------ | --------------------------------------------------------------- |
| 1953年 | 1953年 | Helmut Polensky                | ポルシェ・356クーペ フィアット・1100                            |
| 1954年 | 1954年 | Walter Schlüter                | DKW・1000                                                       |
| 1955年 | 1955年 | Werner Engel                   | メルセデス・ベンツ・300SL                                       |
| 1956年 | 1956年 | Walter Schock                  | メルセデス・ベンツ・220 メルセデス・ベンツ・300SL               |
| 1957年 | 1957年 | Ruprecht Hopfen                | ボルクヴァルト サーブ・93                                       |
| 1958年 | 1958年 | Gunnar Andersson               | ボルボ・PV444 ボルボ・PV544                                     |
| 1959年 | 1959年 | Paul Coltelloni                | アルファロメオ シトロエン・ID 19                                |
| 1960年 | 1960年 | Walter Schock                  | メルセデス・ベンツ・220SE                                       |
| 1961年 | 1961年 | Hans-Joachim Walter            | ポルシェ・356カレラクーペ                                       |
| 1962年 | 1962年 | Eugen Böhringer                | メルセデス・ベンツ・220SE                                       |
| 1963年 | 1963年 | Gunnar Andersson               | ボルボ・122S ボルボ・PV544                                      |
| 1964年 | 1964年 | トム・トラーナ                 | ボルボ・PV544S                                                  |
| 1965年 | 1965年 | ラウノ・アルトーネン           | BMC・ミニクーパーS                                              |
| 1966年 | G1     | Lillebror Nasenius             | オペル・レコルト                                                |
| 1966年 | G2     | Sobiesław Zasada               | BMC・ミニクーパーS シュタイア・プフ・650 TR                     |
| 1966年 | G3     | Günter Klass                   | ポルシェ・911                                                   |
| 1967年 | G1     | Sobiesław Zasada               | ポルシェ・911S ポルシェ・912                                    |
| 1967年 | G2     | Bengt Söderström               | ロータス・コーティナ                                            |
| 1967年 | G3     | ヴィック・エルフォード         | ポルシェ・911S                                                  |
| 1968年 | 1968年 | パウリ・トイヴォネン           | ポルシェ・911T                                                  |
| 1969年 | 1969年 | ハリー・ケルストレム           | ランチア・フルヴィアクーペ1.6HF                                 |
| 1970年 | 1970年 | ジャン＝クロード・アンドリュー | アルピーヌ・A110 1600                                           |
| 1971年 | 1971年 | Sobiesław Zasada               | BMW・2002TI                                                     |
| 1972年 | 1972年 | ラッファエレ・ピント           | フィアット・124スポルト・スパイダー                             |
| 1973年 | 1973年 | サンドロ・ムナーリ             | ランチア・フルヴィアクーペ1.6HF                                 |
| 1974年 | 1974年 | ヴァルター・ロール             | オペル・アスコナA                                               |
| 1975年 | 1975年 | マウリツィオ・ベリーニ         | フィアット・124アバルトラリー                                   |
| 1976年 | 1976年 | ベルナール・ダルニッシュ       | ランチア・ストラトスHF                                          |
| 1977年 | 1977年 | ベルナール・ダルニッシュ       | ランチア・ストラトスHF                                          |
| 1978年 | 1978年 | Tony Carello                   | ランチア・ストラトスHF                                          |
| 1979年 | 1979年 | Jochi Kleint                   | オペル・アスコナB オペル・カデットGT/E                          |
| 1980年 | 1980年 | アントニオ・ザニーニ           | ポルシェ・911 SC フォード・エスコートRS1800                     |
| 1981年 | 1981年 | Adartico Vudafieri             | フィアット・131アバルト                                         |
| 1982年 | 1982年 | アントニオ・ファッシーナ       | オペル・アスコナ400                                             |
| 1983年 | 1983年 | ミキ・ビアシオン               | ランチア・ラリー037                                             |
| 1984年 | 1984年 | カルロ・カポネ                 | ランチア・ラリー037                                             |
| 1985年 | 1985年 | Dario Cerrato                  | ランチア・ラリー037                                             |
| 1986年 | 1986年 | ファブリツィオ・タバトン       | ランチア・デルタS4                                              |
| 1987年 | 1987年 | Dario Cerrato                  | ランチア・デルタHF 4WD                                          |
| 1988年 | 1988年 | ファブリツィオ・タバトン       | ランチア・デルタHF 4WD ランチア・デルタインテグラーレ           |
| 1989年 | 1989年 | Yves Loubet                    | ランチア・デルタインテグラーレ                                  |
| 1990年 | 1990年 | Robert Droogmans               | ランチア・デルタインテグラーレ16V                               |
| 1991年 | 1991年 | ピエロ・リアッティ             | ランチア・デルタインテグラーレ16V                               |
| 1992年 | 1992年 | Erwin Weber                    | 三菱・ギャランVR-4                                              |
| 1993年 | 1993年 | Pierre-César Baroni            | ランチア・デルタインテグラーレ フォード・エスコートRSコスワース |
| 1994年 | 1994年 | Patrick Snijers                | フォード・エスコートRSコスワース                                |
| 1995年 | 1995年 | Enrico Bertone                 | トヨタ・セリカ・ターボ4WD                                       |
| 1996年 | 1996年 | アルミン・シュヴァルツ         | トヨタ・セリカGT-Four ST205                                     |
| 1997年 | 1997年 | Krzysztof Hołowczyc            | スバル・インプレッサ                                            |
| 1998年 | 1998年 | Andrea Navarra                 | スバル・インプレッサ                                            |
| 1999年 | 1999年 | エンリコ・ベルトーネ           | ルノー・メガーヌマキシ                                          |
| 2000年 | 2000年 | Henrik Lundgaard               | トヨタ・カローラWRC                                             |
| 2001年 | 2001年 | アーミン・クレマー             | トヨタ・カローラWRC                                             |
| 2002年 | 2002年 | レナート・トラヴァグリア       | プジョー・206WRC                                                |
| 2003年 | 2003年 | ブルーノ・ティリー             | プジョー・206WRC                                                |
| 2004年 | 2004年 | Simon Jean-Joseph              | ルノー・クリオS1600                                             |
| 2005年 | 2005年 | レナート・トラヴァグリア       | 三菱・ランサーエボリューションVII ルノー・クリオS1600           |
| 2006年 | 2006年 | ジャンドメニコ・バッソ         | フィアット・プントアバルトS2000                                 |
| 2007年 | 2007年 | Simon Jean-Joseph              | シトロエン・C2 S1600 シトロエン・C2 R2                          |
| 2008年 | 2008年 | ルカ・ロセッティ               | プジョー・207 S2000                                             |
| 2009年 | 2009年 | ジャンドメニコ・バッソ         | アバルトグランデ・プントS2000                                   |
| 2010年 | 2010年 | ルカ・ロッセッティ             | アバルトグランデ・プントS2000                                   |
| 2011年 | 2011年 | ルカ・ロッセッティ             | アバルトグランデ・プントS2000                                   |
| 2012年 | 2012年 | ユホ・ハンニネン               | シュコダ・ファビアS2000                                         |
| 2013年 | 2013年 | ヤン・コペッキー               | シュコダ・ファビアS2000                                         |
| 2014年 | 2014年 | エサペッカ・ラッピ             | シュコダ・ファビアS2000                                         |
| 2015年 | 2015年 | カエタン・カエタノビッチ       | フォード・フィエスタR5                                          |
| 2016年 | 2016年 | カエタン・カエタノビッチ       | フォード・フィエスタR5                                          |
| 2017年 | 2017年 | カエタン・カエタノビッチ       | フォード・フィエスタR5                                          |
| 2018年 | 2018年 | アレクセイ・ルキヤナク         | フォード・フィエスタR5                                          |
| 2019年 | 2019年 | クリス・イングラム             | シュコダ・ファビアR5                                            |
| 2020年 | 2020年 | アレクセイ・ルキヤナク         | シトロエン・C3 R5                                               |
| 2021年 | 2021年 | アンドレアス・ミケルセン       | シュコダ・ファビア・ラリー2 evo                                 |
| 2022年 | 2022年 | エフレン・ラレーナ             | シュコダ・ファビア・ラリー2 evo                                 |
| 2023   | 2023   | ヘイデン・パッドン             | ヒョンデ・i20 Nラリー2                                          |